# 파리 조약 (1898년)

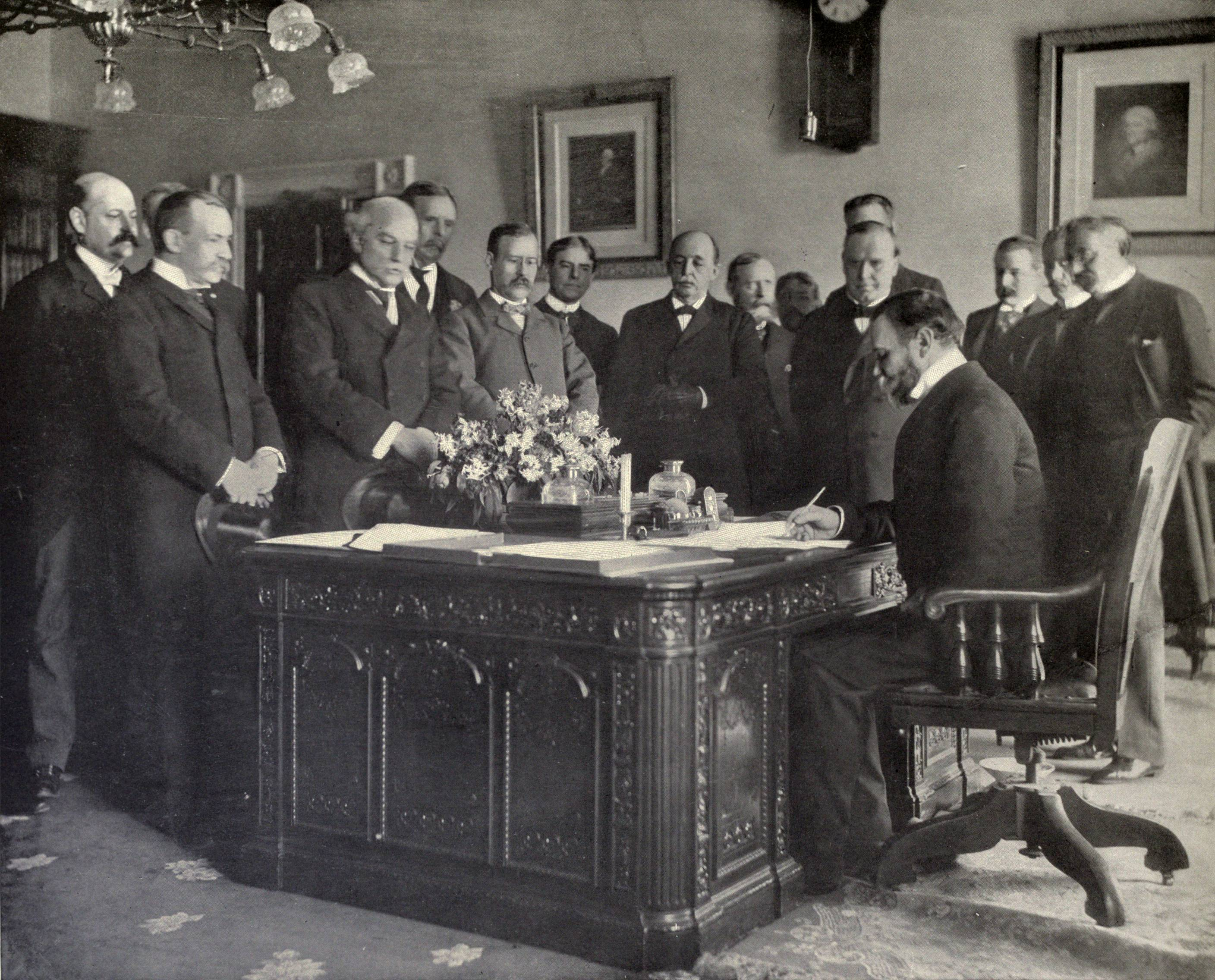
서명하는 존 해이 국무부 장관

파리 조약(The Treaty of Paris of 1898, 스페인어: El Tratado de París de 1898)은 1898년에 발발한 미국-스페인 전쟁의 결과로 맺어진 강화 조약이다. 이 두 나라는 쿠바 문제를 둘러싸고 쿠바와 필리핀에서 벌어진 전쟁을 벌여 미국이 승리를 하였다. 이 조약의 결과 스페인은 제국으로서의 지위를 상실하였고, 미국은 영향력을 태평양 지역까지 확장하며 유럽 열강과 대등하게 경쟁할 수 있게 되었다.

## 내용
미국-스페인 전쟁 전쟁 종결 후인 1898년 12월 10일 파리에서 미국 - 스페인 간에 체결되었으며, 전쟁에서 승리를 거둔 미국이 필리핀 군도, 괌, 푸에르토리코를 스페인으로부터 할양받는 결과가 되었다. 전쟁의 원인 중 하나가 되었던 쿠바의 반란에 따라 미국은 이 파리 조약으로 명분으로 쿠바를 독립(1902년) 시켰지만 기본 조항은 사실상 보호국화(1901년 ~ 1934년) 되고 있었다.
이 조약으로 대항해 시대 이후 계속된 스페인 제국은 붕괴했다. 한편, 미국은 영향력을 태평양 지역에까지 확대하였으며, 유럽 열강에 필적하는 지위를 가지게 되었다.

## 같이 보기
- 미국-스페인 전쟁
- 파리 조약